# Route 4 (Île-du-Prince-Édouard)
La Route 4 est une route de 63 km (39 mi) se trouvant à l'est de l'Île-du-Prince-Édouard. Elle débute d'abord vers l'est depuis la route 1 à Wood Islands en longeant le Détroit de Northumberland. Elle atteint la route 18 à High Bank où elle bifurque vers le nord en passant par Murray River et Montague avant de prendre fin à l'intersection avec la route 2 à Dingwells Mills. La Route 4 est désignée comme route artérielle sur 30 km (19 mi) depuis la route 17 à Montague jusqu'à la route 2 à Dingwells Mills; le reste du tracé est considéré comme une route collectrice.

## Intersections majeures
| Comté                   | Ville            | km                                     | Destinations                                                              | Notes                                                                               |
| ----------------------- | ---------------- | -------------------------------------- | ------------------------------------------------------------------------- | ----------------------------------------------------------------------------------- |
| Queens                  | Wood Islands     | 0,00                                   | Route 1 – Charlottetown, Traversier de Wood Islands                       |                                                                                     |
| Queens                  |                  | 6,10                                   | Route 325 nord (County Line Road)                                         | Terminus sud de la Route 325                                                        |
| Kings                   | High Bank        | 10,80                                  | Route 348 nord (Livingstone Road)                                         | Terminus sud de la Route 348                                                        |
| Kings                   |                  | 12,40                                  | Route 18 est (Cape Bear Road) – Murray Harbour                            | Terminus ouest de la Route 18                                                       |
| Kings                   | Murray River     | 17,10                                  | Route 18 ouest (Cape Bear Road) – Murray Harbour                          | Terminus est de la Route 18; indiqué comme Route 18 ouest mais se dirige vers l'est |
| Kings                   | Murray River     | 17,60                                  | Route 348 (Gladstone Road / McInnis Street Road)                          | Multiplex de 30 m (98 pi) avec la Route 348                                         |
| Kings                   | Murray River     | 17,90                                  | Route 202 ouest (Riverside Drive)                                         | Terminus est de la Route 202                                                        |
| Kings                   | Murray River     | 18,30                                  | Route 24 nord – Vernon River, Dover                                       | Terminus sud de la Route 24                                                         |
| Kings                   |                  | 19,10                                  | Route 17 nord – Point Pleasant                                            | Terminus sud de la Route 17                                                         |
| Kings                   | Alliston         | 23,30                                  | Route 324 (Peters Road)                                                   |                                                                                     |
| Kings                   | St. Marys Road   | 26,10                                  | Route 318 (St. Marys Road)                                                |                                                                                     |
| Kings                   | Milltown Cross   | 28,40                                  | Route 317 (Brooklyn Road / Line Road)                                     |                                                                                     |
| Kings                   | Commercial Cross | 31,20                                  | Route 316 (Heatherdale Road / Whim Road)                                  | Multiplex de 40 m (131 pi) avec la Route 316                                        |
| Kings                   | Montague         | 33,90                                  | Route 315 sud (Wood Islands Road) – Wood Islands                          | Terminus nord de la Route 315                                                       |
| Kings                   | Montague         | 34,60                                  | Route 326 (Valleyfield Road / Dousse Road) – Valleyfield, Lower Montague  | Carrefour giratoire                                                                 |
| Kings                   | Montague         | 35,40                                  | Route 17 sud (Main Street) – Lower Montague                               | Terminus nord de la Route 17                                                        |
| Kings                   | Montague         | 35,70                                  | Route 353 ouest (Riverside Drive)                                         | Terminus est de la Route 353                                                        |
| Kings                   | Montague         | 36,20                                  | Route 210 ouest (Queens Road)                                             | Terminus est de la Route 210                                                        |
| Kings                   | Montague         | 36,80                                  | Route 319 nord (Robertson Road)                                           | Terminus sud de la Route 319                                                        |
| Kings                   |                  | 39,40                                  | Route 319 sud (Brundenell Point Road)                                     | Terminus nord de la Route 319                                                       |
| Kings                   | 40,00            | Route 356 nord (Power Road)            | Terminus sud de la Route 356                                              |                                                                                     |
| Kings                   | Pooles Corner    | 41,00                                  | Route 3 – Charlottetown, Georgetown                                       | Carrefour giratoire                                                                 |
| Kings                   |                  | 44,20                                  | Route 5 ouest / Shore Road – Mount Albion, Cardigan                       |                                                                                     |
| Kings                   | 44,50            | Route 329 nord (Hazelgreen Road)       | Terminus sud de la Route 329                                              |                                                                                     |
| Kings                   | 45,50            | Route 313 nord (Cardigan Road)         | Terminus sud de la Route 313                                              |                                                                                     |
| Kings                   | 46,60            | Route 321 sud (Chapel Road) – Cardigan | Terminus sud du multiplex avec la Route 321                               |                                                                                     |
| Kings                   | 47,10            | Route 321 nord (Shepard Road)          | Terminus nord du multiplex avec la Route 321                              |                                                                                     |
| Kings                   | Primrose         | 54,40                                  | Route 312 nord (Strathcona Road)                                          | Terminus sud de la Route 312                                                        |
| Kings                   | Primrose         | 54,80                                  | Route 311 sud (Primrose Road)                                             | Terminus nord de la Route 311                                                       |
| Kings                   | Bridgetown       | 56,40                                  | Route 328 nord (Clay Road)                                                | Terminus sud de la Route 328                                                        |
| Kings                   | Dundas           | 58,10                                  | Route 310 sud (Annandale Road)                                            | Terminus nord de la Route 310                                                       |
| Kings                   | Dundas           | 58,40                                  | Route 314 est (Little River Road)                                         | Terminus ouest de la Route 314                                                      |
| Kings                   | Albion Cross     | 60,70                                  | Route 327 (Albion Road)                                                   |                                                                                     |
| Kings                   | Dingwells Mills  | 64,90                                  | Route 2 / Route 322 sud (Fortune Road) – Charlottetown, Souris, Red House |                                                                                     |
| - Terminus de multiplex |                  |                                        |                                                                           |                                                                                     |